# ديني لورانس
ديني لورانس (بالإنجليزية: Denny Lawrence)‏ هو مخرج أسترالي، ولد في 1951.

## وصلات خارجية
- ديني لورانس على موقع IMDb (الإنجليزية)
- ديني لورانس على موقع ألو سيني (الفرنسية)
- ديني لورانس على موقع أول موفي (الإنجليزية)
- ديني لورانس على موقع قاعدة بيانات الأفلام السويدية (السويدية)
- ديني لورانس على موقع قاعدة بيانات الفيلم (الإنجليزية)
- ديني لورانس على موقع كينوبويسك (الروسية)